# Una storia disonesta (album)
Una storia disonesta è il primo album in studio del cantautore italiano Stefano Rosso, pubblicato nel 1977.

## Descrizione
(da Girotondo)
Quando viene pubblicato il suo primo 33 giri, Stefano Rosso è in realtà già attivo da vari anni nel mondo musicale: il primo 45 giri, Io e il vagabondo/La bambina di piazza Cairoli, inciso insieme al fratello, risale al 1969, ed ha avuto varie collaborazioni con artisti come Gianni Morandi, Mia Martini e Claudio Baglioni, e proprio quest'ultimo porta il cantautore alla RCA Italiana, che gli propone un contratto per tre album e gli affianca Antonio Coggio come produttore.
Dopo il buon successo riscosso dal 45 giri Letto 26/...ci siamo ancora noi, pubblicato a giugno del 1976, nell'autunno dello stesso anno vengono registrate negli Studi RCA di Roma le canzoni dell'album, tutte scritte dallo stesso Rosso, che si firma però con il suo vero nome, Stefano Rossi, ed edite dalla Edizioni Musicali RCA Musica; il tecnico del suono è Antonio Rampotti, e gli arrangiamenti sono curati da Luciano Ciccaglioni e Piero Ricci (tranne Letto 26, registrata alcuni mesi prima per il 45 giri ed arrangiata da Piero Pintucci).
Sull'etichetta è riportato come anno il 1976: tuttavia il disco viene distribuito nei negozi a gennaio del 1977, ed infatti riporta una catalogazione con il prefisso PL.
La copertina è curata dalla Arti Grafiche Arese di Roma, e raffigura gli occhi ed il cappello dei Stefano Rosso in basso, mentre sul retro vi è il resto del viso e il mezzobusto, mentre fuma una sigaretta; in basso sono riportati questi versi del cantautore: « ...e seppure venisse un "inventore di canzoni" valuta il suo lavoro con onestà poiché anche lui getta semi per raccogliere frutti e grani... ».
Il disco ottiene un buon successo, come del resto il 45 giri che ne viene tratto, Una storia disonesta/Anche se fosse peggio, certamente per la title track, molto programmata dalle radio libere dell'epoca ed entrata nella storia della canzone italiana per il riferimento allo spinello nei versi del ritornello « Che bello, due amici una chitarra e uno spinello... », che gli porta anche un servizio a lui dedicato dal programma Odeon. Tutto quanto fa spettacolo.
In realtà anche le altre canzoni sono molto rappresentative dello stile di Stefano Rosso, ed uniscono i richiami alla tradizione popolare romanesca con i riferimenti musicali al country e al bluegrass, mettendo in evidenza l'abilità chitarristica del cantautore con il finger picking, mentre i testi spaziano dall'ironia e dal sarcasmo a toni più intimi ed autobiografici.
Il disco si apre con Girotondo, ballata acustica a cui segue La banda degli Zulù, canzone allegra ed ironica in cui un gruppo di hippy sfaccendati vengono criticati da tre personaggi che li osservano, evidentemente benpensanti, ma che nel finale del brano si rivelano essere « ...un magnaccia, un ladro e un contrabbandiere ».
Manù racconta la storia di un vecchio gitano, ed è seguita dalla già conosciuta Letto 26, che traendo lo spunto da una sua degenza in ospedale (al letto 26) per una tonsillitectomia racconta la sua vita a Trastevere, in via della Scala (dove all'epoca Stefano Rosso abitava); il lato A si chiude con Non gioco più.
Sul retro, dopo la title track, Il circo torna all'ironia, descrivendo l'Italia con la metafora di un circo dove si alternano le esibizioni dei vari personaggi, dal pagliaccio all'equilibrista; segue la delicata Basta un'ora sola, poetica descrizione del tempo che passa:  
« perché il tempo passa e vola e porta tutto via con sé, e gli basta un'ora sola perché un povero sia re ».
Pane e latte è un valzer che descrive la famiglia di origine del cantante (« e distillando le rassegnazioni a casa mia producevamo sogni, babbo e mamma dirigenti, io coi miei fratelli semplici operai ») e la paragona nel finale a quella attuale (« e distillando le rassegnazioni a casa mia noi  produciamo sogni, io e mia moglie dirigenti, i nostri figli semplici operai »): la morale è che pur passando le generazioni i poveri restano sempre poveri.
Compleanno è una riflessione sulla nascita e sulla vita (« e il 7 di dicembre stavo là, è nato un fiocco azzurro sul portone »), mentre la canzone conclusiva, Anche se fosse peggio, è un valzer con un testo in cui, con la consueta ironia, Stefano Rosso riflette sulla vita (« Ho visto cantautori matti, / ladri autodidatti, /ministri senza portafoglio mai, /ho visto tanta neve a Roma, / calvi con la chioma, dischi con un giro in più, / e cari amici adesso lo confesso, / se potessi tutto rifarei.../ E non sarò un poeta / ma anche se la vita fosse peggio / non la tradirei »).
L'album è stato ristampato in CD dalla BMG nel 1998 (numero di catalogo: 74321 5 84722 9)

## Tracce
Lato A
Testi e musiche di Stefano Rosso.
1. Girotondo – 2:04
2. La banda degli Zulù – 2:37
3. Manù – 3:25
4. Letto 26 – 3:25
5. Non gioco più – 4:18

Durata totale: 15:49
Lato B
Testi e musiche di Stefano Rosso.
1. Una storia disonesta – 2:43
2. Il circo – 3:52
3. Basta un'ora sola – 2:03
4. Pane e latte – 1:45
5. Compleanno – 3:14
6. Anche se fosse peggio – 3:00

Durata totale: 16:37

## Formazione
- Stefano Rosso: voce, chitarra
- Massimo Buzzi: batteria
- Piero Ricci: basso, percussioni, marimba
- Michael Fraser: pianoforte, Fender Rhodes, spinetta
- Luciano Ciccaglioni: chitarra acustica ed elettrica, mandolino, banjo, percussioni, armonica a bocca in Anche se fosse peggio
- Tino Fornai: violino
- Baba yaga: cori

Orchestra d'archi (non sono riportati i nomi dei musicisti)

## Cover
Nel 2015 il brano Una storia disonesta è stato reinterpretato da Luca Barbarossa, Alex Britti e Alessandro Mannarino.